# Peix coral
El peix coral o peix amb aleta llarga de bandera (Heniochus acuminatus) és una espècie de peix tropical de la família Chaetodontidae.

## Aspecte
El peix és generalment blanc i negre, amb una allargada aleta dorsal que fa que el peix arribi fins als 25 cm. Les aletes caudals, anal i pectoral són normalment de color groc brillant. Se sembla molt en l'aspecte al seu parent proper Heniochus diphreutes, però té una forma més allargada i circular.

## Comportament
L'espècie és un peix sociable, que es troba per parelles o en bancs. Són molt tranquils, rarament territorials. Alguns exemples fins a actuen com netejadors, especialment quan són joves, eliminant paràsits dels altres peixos.

## Alimentació
El peix de coral menja principalment plàncton al seu mitjà natural però és omnívor a l'aquari.

## Rang
El peix coral es troba per naturalesa en l'oceà Índic i oceà Pacífic en esculls, des del sud del Japó fins a Micronèsia i Illa de Lord Howe.

## Hàbitat
Habita en la profunditat, en llacunes i canals protegits, i en les parts més profundes del vessant d'esculls exteriors.